# Кичи-Гамри
Кичи-Гамри (дарг. КичихӀямри) — село в Сергокалинском районе Дагестана.
Образует Кичи-Гамринскую сельскую администрацию (включает села: Кичи-Гамри, село Балтамахи, село Качкилик).
Статус центра сельсовета с 1921 года.

## География
Село расположено на р. Гамриозень, в 26 км к югу от районного центра — села Сергокала.

## Этимология
В переводе с кумыкского — «малый Гамри».

## Население
| 1895  | 1926 | 1939 | 1970  | 1989  | 2002  | 2010  |
| ----- | ---- | ---- | ----- | ----- | ----- | ----- |
| 732   | ↘563 | ↗669 | ↗1102 | ↗1156 | ↗1997 | ↘1693 |
| 2021  |      |      |       |       |       |       |
| ↗1816 |      |      |       |       |       |       |

## История
- Центр сельского общества (в XIX в.).
- Кичигамринская ГЭС (мощн. 0,02 МВт; действовала в 1948-70).

## Известные уроженцы
- Певицы, народные артистки Дагестана Шапиева, Алпият Шапиевна (1955-2022), Патимат Кагирова (род. в 1970)

## Достопримечательности
- Могильник (близ с.).
- Поселения (VI—VIII вв. н. э. и позднего средневековья — близ с.).